# Neue Geschichten vom Pumuckl
Neue Geschichten vom Pumuckl ist eine deutsche Familienfernsehserie, basierend auf der von Ellis Kaut erdachten Reihe Meister Eder und sein Pumuckl. Unter der Regie von Marcus H. Rosenmüller entstanden 13 Folgen für eine erste Staffel, die im Sommer 2022 in München und im Münchner Umland gedreht wurden und am 11. Dezember 2023 bei RTL+ erschienen sind. Premiere war Ende Juni 2023 im Rahmen des Filmfests München, wo die Produktion mit dem Publikumspreis des Kinderfilmfests ausgezeichnet wurde. Vom 26. Oktober 2023 an waren, für kurze Zeit, die ersten drei Episoden in ausgewählten Kinos zu sehen. Am 25. und 26. Dezember 2023 zeigten sowohl RTL als auch ORF 1 alle Folgen im linearen Fernsehen. Seit 25. Juli 2024 gibt es die erste Staffel auch auf DVD und Blu-ray.

## Handlung
Die Handlung setzt dreißig Jahre nach der Serie Meister Eder und sein Pumuckl von Ulrich König ein und ignoriert inhaltlich die unter Fans weitgehend unbeliebten Nachfolger Pumuckls Abenteuer (1999) und Pumuckl und sein Zirkusabenteuer (2003). Florian Brückner verkörpert den Schreiner Florian Eder, den Neffen des von Gustl Bayrhammer verkörperten Schreinermeisters Franz Eder, der 30 Jahre nach dem Tod seines Onkels dessen verlassene Schreinerei übernimmt und dort auf den Kobold Pumuckl trifft.
Der Pumuckl wird in der neuen Serie vom Kabarettisten Maxi Schafroth gesprochen. Mittels künstlicher Intelligenz werden Schafroths Tonaufnahmen dabei in den Stimmklang des 2005 verstorbenen Originalsprechers Hans Clarin umgewandelt. Die originale Stimme des Pumuckls wird so durch moderne Audio-Deepfake-Technologie synthetisch wiederhergestellt.
Auf RTL+ sind zwei Stimmversionen der Serie parallel erschienen. Die erste Variante greift auf Hans Clarins technisch rekonstruierte Stimme zurück, während die andere Version die unbearbeiteten Aufnahmen Schafroths enthält.

## Produktion
Die NEUESUPER GmbH trat an Inhaber der Pumuckl-Rechte heran, zu denen auch eine Erbengemeinschaft gehört und erwarb die Rechte für eine Neuverfilmung. Uschi Bagnall, Ellis Kauts Tochter, äußerte Bedenken, der Pumuckl würde zu sehr verfälscht und modernisiert. Als negatives Beispiel nannte sie die neue Biene Maja, zeigte sich mit der Umsetzung aber sehr zufrieden und lobte Brückners Darstellung als Eder.
Laut Drehbuchautor Korbinian Dufter (MUH – Bayerische Aspekte, Winter 2022/23) sollte der „Kern des Pumuckl“ erhalten bleiben, weshalb weitgehend auf die Darstellung moderner Technik, wie Mobiltelefone oder Drohnen, verzichtet werden sollte, in einem München, „das sich ja doch ein bisschen gewandelt hat“. Für diese gewünschte „Zeitlosigkeit“ sollten weitgehend praktische Effekte genutzt werden und auch die Animationen sollten dem folgen. Als tragende Säule nannte er die Werkstatt im Hinterhof. Das tatsächliche Gebäude im Hinterhof der Widenmayerstraße 2 in München wurde nach den Dreharbeiten der zweiten Staffel von Meister Eder und sein Pumuckl jedoch 1985 abgerissen. Daher wurden die gesamte Werkstatt und der Hinterhof eins zu eins nachgebaut und originalgetreu eingerichtet. Diese Kulisse befand sich in einer alten Münchner Industriehalle und wurde nach Abschluss der Dreharbeiten abgebaut und eingelagert.
Die Animation der Pumucklfigur stammt aus dem Studio Soi in Ludwigsburg. Dabei wird die Figur nicht mehr Bild für Bild gezeichnet wie etwa im Pannonia Filmstudio, sondern ein digitales 3D-Rig-Modell erstellt. Dies ermöglicht eine schnellere und präzisere Arbeit, die Optik einer Zeichentrickfigur bleibt dennoch erhalten.
Es werden dabei komplett neue Geschichten erzählt, die nicht auf einer Vorlage von Ellis Kaut basieren. Neben heiteren Folgen sollen andere durchaus ernstere Themen behandeln und „ans Eingemachte“, so Dufter, gehen, da heutigen Kindern mehr zugetraut werde. Im Zentrum stehe nach wie vor die Freundschaft zwischen Eder und Pumuckl und wie ein Kobold die heutige Welt durch seine Augen sieht.
Als eine der wenigen noch lebenden, wiederkehrenden Darstellerinnen der Originalserie, schlüpfte Ilse Neubauer erneut in ihre alte Rolle als Frau Stürtzlinger. Angesichts des Sets äußerte sie: „Es ist, als würde man vierzig Jahre in der Zeit zurückreisen und steht wieder in dieser Werkstatt.“
Im Februar 2024 kündigte RTL die Fortsetzung der Serie an.
Während im Februar 2024 die Fortsetzung angekündigt wurde, wurde im Juni 2024 der Drehstart zur 13 Episoden umfassenden 2. Staffel sowie einem Kinofilm bekannt gegeben. Die Dreharbeiten für die zweite Staffel dauerten bis zum Oktober 2024. Die 2. Staffel soll Ende 2025 erscheinen.
Die Premiere der 2. Staffel erfolgte am 30. Juni 2025 auf dem Filmfest München in der Reihe Wettbewerb CineKindl.
Der Kinofilm Pumuckl und das große Missverständnis  soll am 30. Oktober 2025 im Verleih von Constantin Film in die Deutschen Kinos kommen. Er soll ein nicht in den Staffeln vorkommendes, in sich geschlossenes Abenteuer erzählen.

## Darsteller (Staffel 1)
Neben Florian Brückner als Florian Eder und Ilse Neubauer als Frau Stürtzlinger wirkten Milan Peschel, Frederic Linkemann, Katharina Thalbach und Teresa Rizos bei den Neuen Geschichten vom Pumuckl in wiederkehrenden Rollen mit. Als Gäste sind unter anderem Markus Krojer (als Olaf Bahnmüller), Johann Schuler, Ina Meling (als Bärbel Eder), Hanna Plaß (als Steffi Bahnmüller), Anja Knauer, Simon Pearce, Martin Weinek, Michael Ostrowski, Franz-Xaver Zeller und Arnd Schimkat (als Herr Wümmerlein) bekannt. Zudem sind in der Folge Eder ist an allem Schuld Max von Thun als Polizist und Lisa Wagner als Polizistin zu sehen.

## Episodenliste
Staffel 1
Alle Folgen wurden vorab am 11. Dezember 2023 auf RTL+ veröffentlicht.
| Nr. | Originaltitel                           | Erstausstrahlung D |
| --- | --------------------------------------- | ------------------ |
| 1 | Koboldsgesetz                           | 25. Dez. 2023      |
| Der Schreiner Florian Eder und seine Schwester Bärbel erben die alte Werkstatt ihres verstorbenen Onkels Franz Eder. Als Florian die Werkstatt übernimmt, begegnet ihm der Kobold Pumuckl, als dieser an einem Leimtopf kleben bleibt. |                                         |                    |
| 2 | Pumuckl wird verschenkt                 | 25. Dez. 2023      |
| Als Pumuckl aus Neugier in ein Paket steigt, das Eder zu seinen Nachbarn bringt, muss dieser den Kobold inmitten eines Kindergeburtstages finden.                                                                                      |                                         |                    |
| 3 | Der alte Eder                           | 25. Dez. 2023      |
| Als Pumuckl in der Werkstatt die Brille des alten Meisters Eder findet, muss er sich mit dessen Tod auseinandersetzen und besucht mit Florian dessen Grabstätte, wo er lernen muss, was es wirklich bedeutet, wenn jemand tot ist.     |                                         |                    |
| 4 | Der verflixte Kaugummi                  | 25. Dez. 2023      |
| Als Pumuckl die Puppe eines kleinen Mädchens versehentlich beschädigt, beginnt bei dem Versuch, dies wieder rückgängig zu machen, eine Eskalation von weiteren ungewollten Verunstaltungen, die Florian ausbaden muss.                 |                                         |                    |
| 5 | Eder ist an allem schuld                | 25. Dez. 2023      |
| Als die Kinder in der Nachbarschaft mit einem der mürrischen Nachbarn aneinandergeraten, erhalten sie unwissend Unterstützung von Pumuckl.                                                                                             |                                         |                    |
| 6 | Pumuckl und die Geburtstagsüberraschung | 25. Dez. 2023      |
| Bei dem Versuch, für Florian eine Geburtstagsüberraschung vorzubereiten, geht für den Pumuckl ungewollt einiges schief. |                                         |                    |
| 7 | Pumuckl geht angeln                     | 26. Dez. 2023      |
| Pumuckl und Florian gehen an einem schönen Nachmittag zum Angeln. Der Tag verläuft jedoch entgegen ihrer Vorstellungen. |                                         |                    |
| 8 | Pumuckl wird verzaubert                 | 26. Dez. 2023      |
| Als Pumuckl durch unklare Umstände nicht mehr unsichtbar werden kann, stellt der Kobold sich die Frage, ob er vielleicht verzaubert wurde.                                                                                             |                                         |                    |
| 9 | Werkstatt in Gefahr                     | 26. Dez. 2023      |
| Als in der Werkstatt unangekündigt die Gewerbeaufsicht auf den Plan tritt, hat Florian seine liebe Not damit, den Pumuckl in Zaum zu halten.                                                                                           |                                         |                    |
| 10 | Pumuckl und das Pferd vom Nil           | 26. Dez. 2023      |
| Als Florian auf die Kinder eines Freundes aufpassen muss, und der Pumuckl ihn dabei begleitet, gerät an dem Abend einiges außer Kontrolle.                                                                                             |                                         |                    |
| 11 | Pumuckl und die Spinne                  | 26. Dez. 2023      |
| Florian ist mit seiner Jugendliebe Franziska zu einem Rendezvous verabredet, was jedoch jäh von Pumuckl erschwert wird, als dieser eine Spinne in der Werkstatt entdeckt.                                                              |                                         |                    |
| 12 | Pumuckl will Ski fahren                 | 26. Dez. 2023      |
| Als Pumuckl den Wecker verstellt, verpassen er und Florian den geplanten Ski-Ausflug. |                                         |                    |
| 13 | Pumuckl feiert Silvester                | 26. Dez. 2023      |
| Florian verspricht dem Pumuckl, mit diesem allein und in Ruhe ins neue Jahr zu feiern. Als Florian jedoch überraschend von Freunden zu einer Feier eingeladen wird, passt dies dem Pumuckl so gar nicht in den Kram.                   |                                         |                    |

## Dokumentation
- Begleitend zur Neuauflage ist auf RTL+ die 2022 entstandene zweiteilige Dokumentation Aus dem Leben eines Kobolds (Regie: Antonia Simm) zu sehen.

## Rezeption

### Staffel 1
Maximilian Schröter bewertete die Serie auf film-rezensionen.de mit neun von zehn Punkten, „vom Schauplatz bis hin zur Stimme der Hauptfigur wurde Pumuckls Welt hier liebevoll ins Fernsehen zurückgeholt.“
Die Erstausstrahlung auf RTL wurde von bis zu rund 1,9 Millionen Zuschauern verfolgt, die Marktanteile lagen zwischen 11,2 und 13,3 Prozent.

### Staffel 2
„Die neuen Folgen haben Esprit und Schwung, so viel lässt sich bereits sagen. Gelacht wurde oft und sehr beherzt. Das Team (von der Stimmveredelung durch KI über Animation und Ausstattung bis zum Schauspiel) scheint sich ziemlich eingegroovt zu haben. Es gibt Szenen voller Slapstick und Wortwitz, aber auch Momente der Rührung („Ich pass’ auf dich auf, kleines Ederlein“). Eine Hommage an das Ehepaar Bernbacher (Willy Harlander und Carlamaria Heim) ist ebenfalls fein platziert.“

## Auszeichnungen
Filmfest München 2023
- Publikumspreis des Kinderfilmfests[2]

Grimme-Preis 2024
- Nominierung im Wettbewerb Kinder & Jugend[20]